# Andrzej Mielęcki
Andrzej Mielęcki herbu Ciołek (ur. 30 listopada 1864 w Hucisku, zm. 17 sierpnia 1920 w Katowicach) – polski działacz społeczny i polityczny na Górnym Śląsku, lekarz.

## Życiorys

### Młodość i działalność społeczna
Gdy miał rok, jego rodzice – Maria i Tertulian – osiedlili się w Koźminku i zamieszkali w tamtejszym dworku. Gimnazjum Mielęcki kończył w Ostrowie Wielkopolskim, medycynę studiował w Berlinie i Monachium, a dyplom doktora nauk medycznych uzyskał w 1893 w Lipsku. Jako lekarz pracował w Saksonii, potem na terenie Zagłębia Dąbrowskiego w zaborze rosyjskim, co rok jednak letnie wakacje spędzał w Koźminku.
Do Katowic przybył w 1899. W latach 1899–1906 mieszkał w domu Ottona Retzlaffa przy Rynku nr 9, a następnie do 1912 w narożnej kamienicy przy Rynku nr 6. Od 1918 mieszkał i prowadził gabinet lekarski na ówczesnej Friedrichstraße (dziś Warszawska 10). Szybko stał się na terenie Katowic znanym i szanowanym lekarzem oraz wybitnym polskim działaczem społecznym i narodowym. Przez 21 lat pracował w Katowicach utrzymując się z prywatnej praktyki.
Był współzałożycielem i członkiem wielu polskich towarzystw na terenie Katowic. Nazywany przez Niemców "wielkim polskim agitatorem" brał udział w życiu oświatowym i gospodarczym miasta. W 1900 został członkiem zarządu Towarzystwa dla Szerzenia Elementarzy Polskich na Górnym Śląsku, a w 1908 był współzałożycielem (potem przewodniczącym) Towarzystwa Lekarzy Polaków na Górnym Śląsku, broniącego interesów lekarzy polskich. Działał też w komitecie Wykładów Ludowych im. Adama Mickiewicza i Towarzystwie Czytelni Ludowych. Współpracował z polskim ruchem wyborczym w Rzeszy Niemieckiej, brał udział w obradach Sejmu Dzielnicowego w Poznaniu. Jako przedstawiciel ludności polskiej wchodził w skład Centralnego Komitetu Pomocy dla Dzieci w Katowicach. W dowód wdzięczności władze niemieckie nadały Mielęckiemu jako zasłużonemu lekarzowi (pierwszemu z Polaków) tytuł "radcy sanitarnego". W pracy narodowej Mielęckiemu pomagała żona Anna z Przyborów, która była też działaczką Towarzystwa Polek w Katowicach.

### W okresie przedplebiscytowym
Delegat na Polski Sejm Dzielnicowy w Poznaniu w 1918. W 1918 wchodził w skład Powiatowej Rady Ludowej w Katowicach, a w 1919 kierował konspiracyjnymi kursami sanitarnymi w Polskiej Organizacji Wojskowej Górnego Śląska i sprowadzał broń z Polski na Górny Śląsk. Rok później został członkiem Polskiego Komitetu Plebiscytowego w Katowicach.

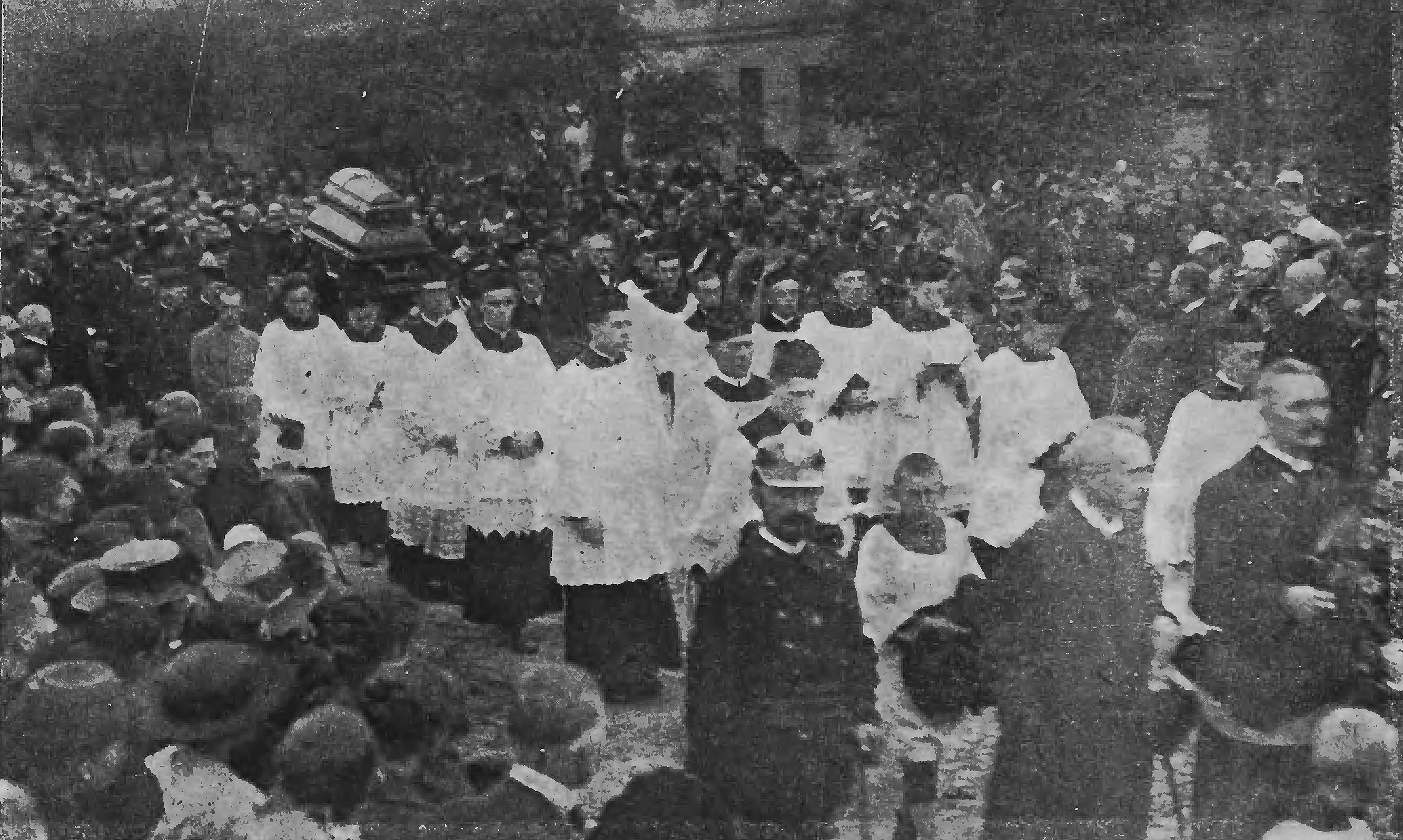
Pogrzeb Andrzeja Mielęckiego

17 sierpnia 1920 w Katowicach doszło do zamieszek wywołanych przez Niemców na wieści z frontu wojny polsko-bolszewickiej i przewidywanego rychłego upadku państwa polskiego. Na ulicy Warszawskiej, przy której pod numerem 10 mieszkał doktor Mielęcki, do bojówek demolujących polskie sklepy oddali strzały francuscy żołnierze patrolujący miasto. Kiedy doktor wyszedł z domu, by udzielić pomocy rannym Niemcom, na wysokości domu przy Warszawskiej 6 zaatakowali go niemieccy bojówkarze. Potem rannego wyciągnęli jeszcze z ambulansu wiozącego go do szpitala, a następnie skatowane ciało wrzucili do potoku Rawa. Pogrzeb Andrzeja Mielęckiego odbył się 25 sierpnia 1920 w Sosnowcu. Zwłoki przewieziono i pochowano w rodzinnym grobowcu na cmentarzu w Złotnikach.
Tragiczna śmierć doktora była jedną z przyczyn przyśpieszenia wybuchu II powstania śląskiego.

## Pamięć o doktorze Mielęckim
Dla uczczenia pamięci doktora Andrzeja Mielęckiego jeszcze w 1920 utworzono fundację jego imienia. Z zebranych pieniędzy nadesłanych z całej Polski otwarto Sierociniec imienia dra Andrzeja Mielęckiego w Katowicach. W latach międzywojennych w serii zasłużonych na Górnym Śląsku Polaków znalazła się pocztówka z podobizną dra A. Mielęckiego.
Jego imię nosi kilka szpitali:
- Szpital Miejski w Oleśnie
- Samodzielny Publiczny Szpital Kliniczny Śląskiego Uniwersytetu Medycznego w Katowicach (tam znajduje się również jego popiersie)
- Szpital Miejski w Chorzowie (tam znajduje się również jego płaskorzeźba
- Jego imieniem nazwano ulicę w Koźminku, przy której mieszkał, a na froncie domu odsłonięto tablicę pamiątkową. 4 grudnia 1976 został patronem szkoły w Koźminku. Po wieloletnich staraniach jej Kierownika Konstantego Ostojskiego i lokalnej społeczności  otrzymała imię Andrzeja Mielęckiego[5].

W 2005 odsłonięto jego portret w galerii sławnych wykładowców i absolwentów Gimnazjum Męskiego w Ostrowie Wielkopolskim, wykonany przez Tadeusza Gaworzewskiego.
Andrzej Mielęcki miał córkę Irenę, która po ślubie nosiła nazwisko Temlerowa.

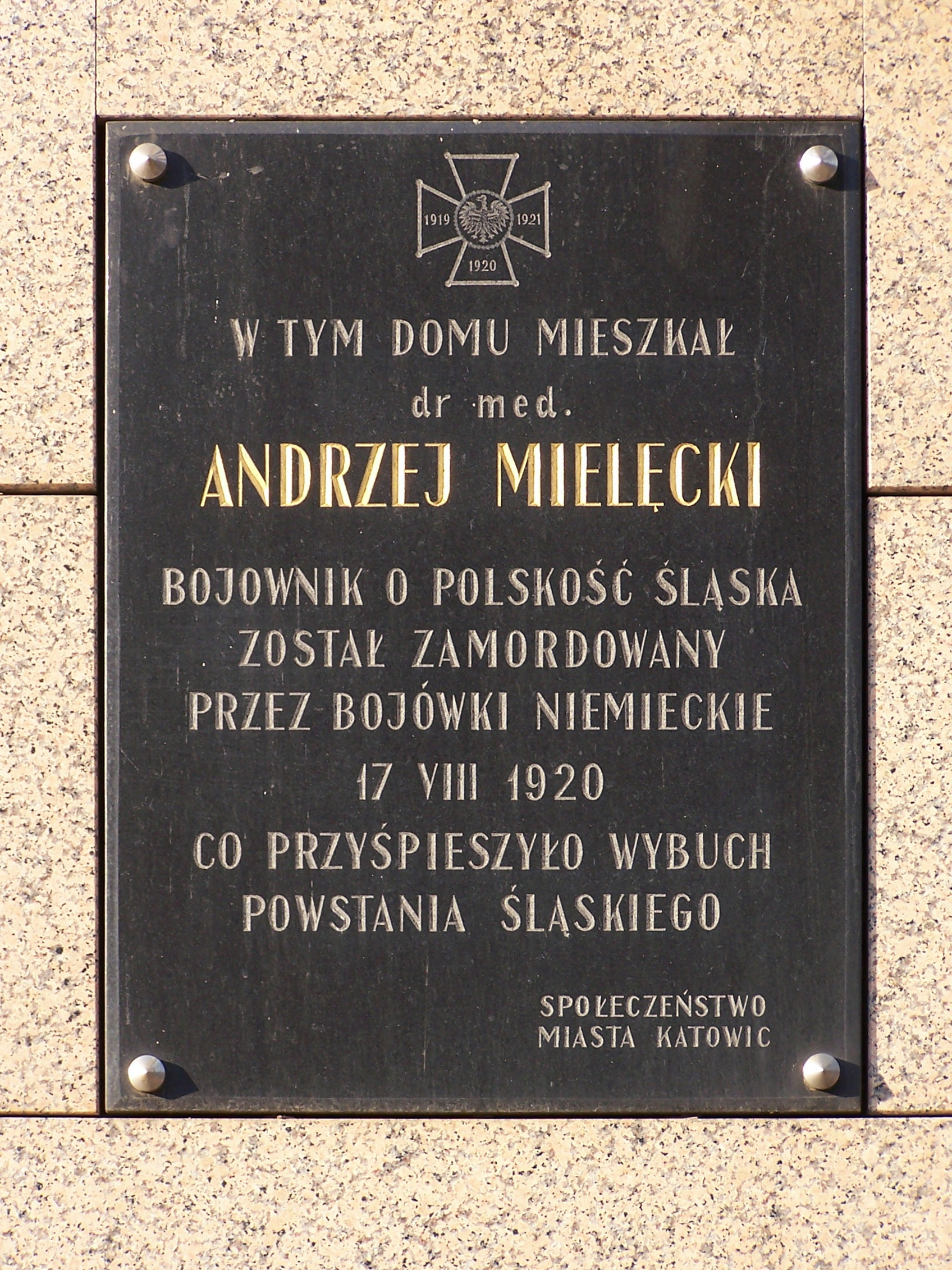
Tablica pamiątkowa poświęcona Andrzejowi Mielęckiemu umieszczona na kamienicy przy ulicy Warszawskiej w Katowicach
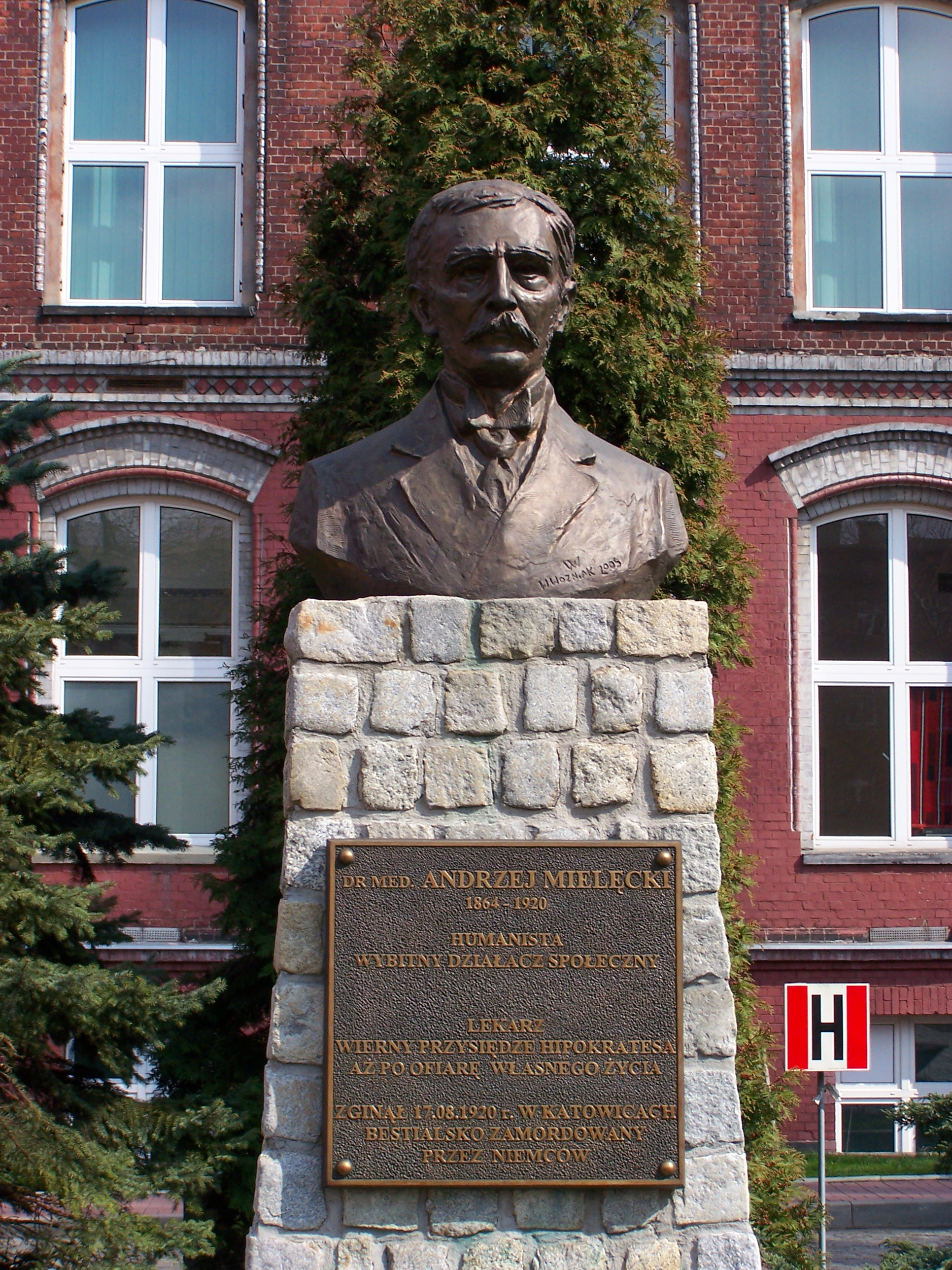
Popiersie Andrzeja Mielęckiego na dziedzińcu szpitala przy ul. Francuskiej w Katowicach
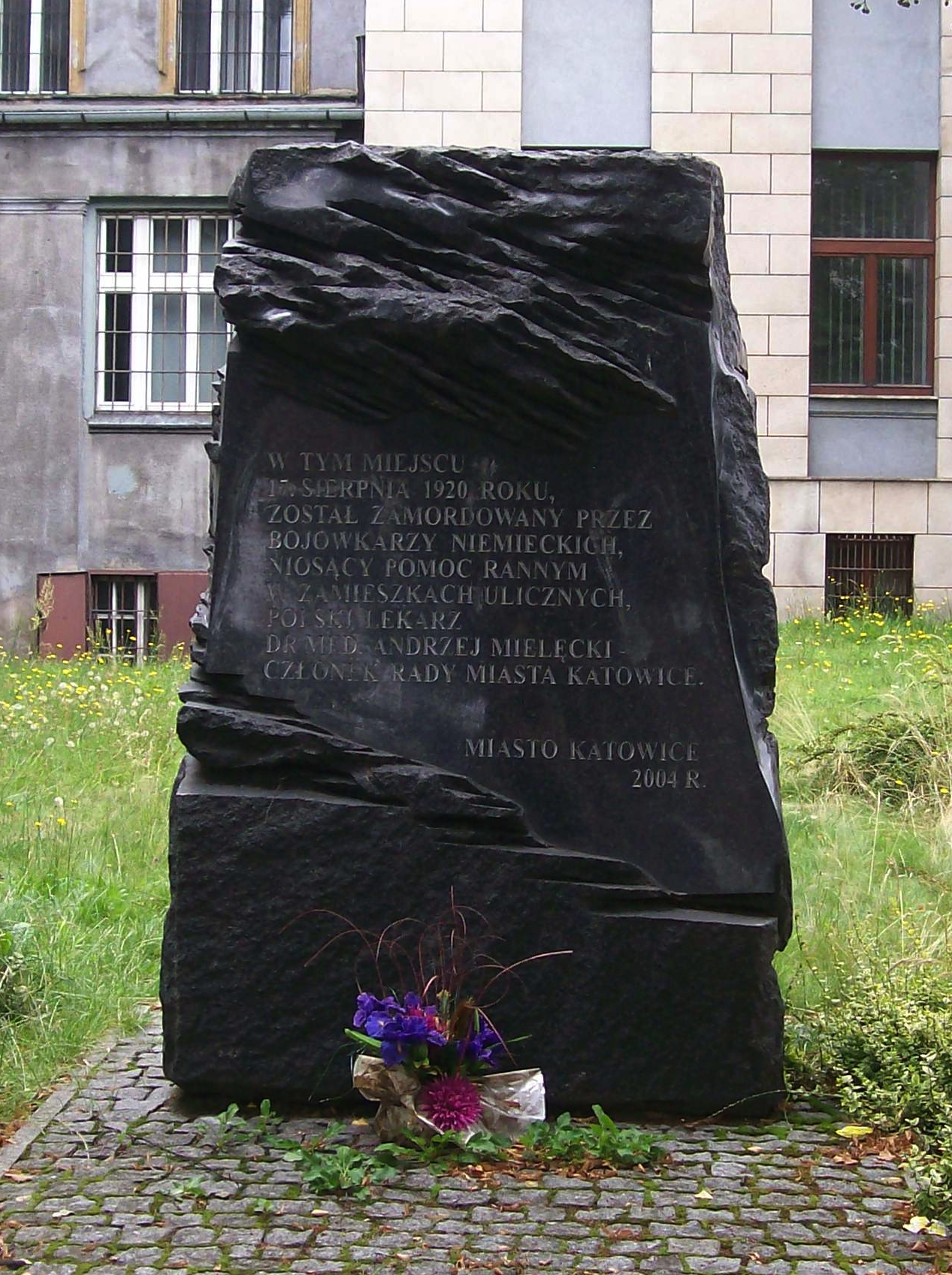
Upamiętniający Andrzeja Mielęckiego pomnik, znajdujący się w miejscu, w którym zginął
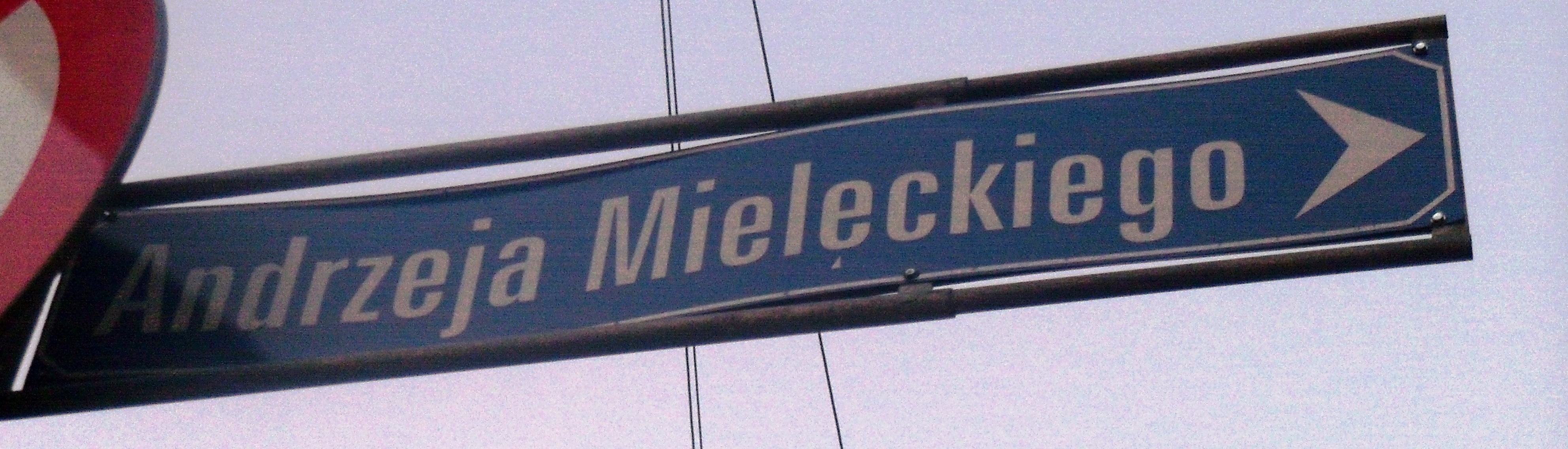
Ulica Andrzeja Mielęckiego w Katowicach